# Busters verden (film)
 For alternative betydninger, se Busters verden. (Se også artikler, som begynder med Busters verden)
Busters verden er en børneserie og film fra 1984. Bjarne Reuter har skrevet manuskriptet, der er baseret på hans børnebog af samme navn, og Bille August har instrueret. Den var oprindelig en tv-serie, men den blev senere klippet sammen til en spillefilm. Tv-serien har bl.a. været sendt på DR Ramasjang
Skolen som Buster går på (i filmen) er i virkeligheden Dyssegårdsskolen, der ligger i Gentofte.

## Medvirkende
| Skuespiller         | Rolle          |
| ------------------- | -------------- |
| Mads Bugge Andersen | Buster         |
| Katarina Stenbeck   | Ingeborg       |
| Peter Schrøder      | Far            |
| Katja Miehe-Renard  | Mor            |
| Signe Dahl Madsen   | Joanna         |
| Buster Larsen       | Købmand        |
| Ole Thestrup        | Gymnastiklærer |
| John Riedl          | Lars           |
| Jannie Faurschou    | Klasselærer    |
| Emil Klem           | Walter         |
| Berthe Qvistgaard   | Fru. Larsen    |